# Literaturjahr 1751
Liste der Literaturjahre

1749 | 1750 | Literaturjahr 1751 | 1752 | 1753 | ► | ►►

Weitere Ereignisse
Dieser Artikel behandelt das Literaturjahr 1751.

## Ereignisse
- Juni: Der von Denis Diderot und Jean-Baptiste le Rond d’Alembert zusammen herausgegebene erste Band der Encyclopédie erscheint. Bis zur Vollendung des epochalen Projekts der Aufklärung werden noch 22 Jahre vergehen. Band II erschien Januar 1752, Band III im November 1753, Band IV Oktober 1754, Band V November 1755, Band VI Oktober 1756, Band VII November 1757, Band VIII bis XVII von 1765 bis Januar 1766 und im Jahre 1772 der letzte Band mit den Tafeln bzw. Kupferstichen.[1] In der ersten Version umfasste das Werk 60.660 Artikel.
- In Wien, verfasst der Hofpoet Pietro Metastasio das Gedicht Il rè pastore, das später Wolfgang Amadeus Mozart als Basis für die Komposition einer opera seria dienen wird: Il re pastore (1775).[2]
- The Art of Cookery Made Plain and Easy von Hannah Glasse ist in formeller Hinsicht das erste moderne Kochbuch.

## Neuerscheinungen

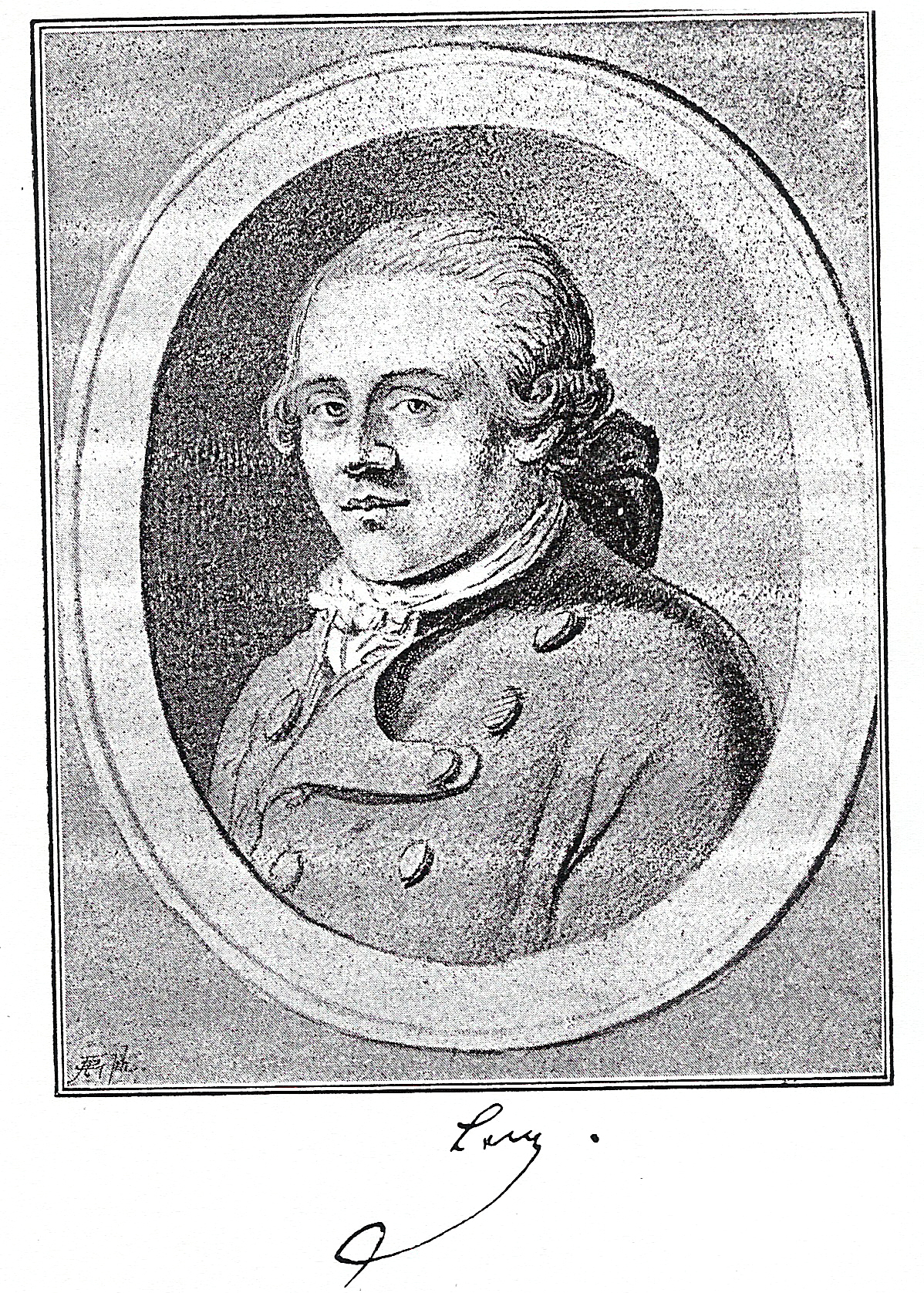
Jakob Michael Reinhold Lenz

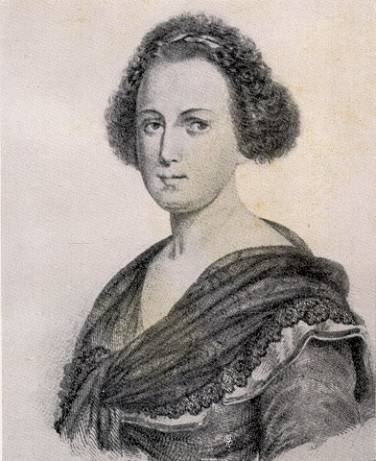
Eleonora Fonseca Pimentel

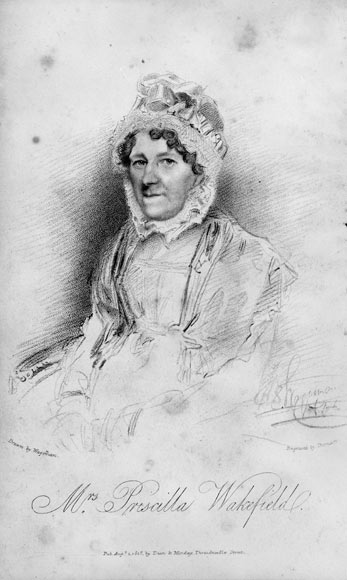
Priscilla Wakefield, geb. Bell

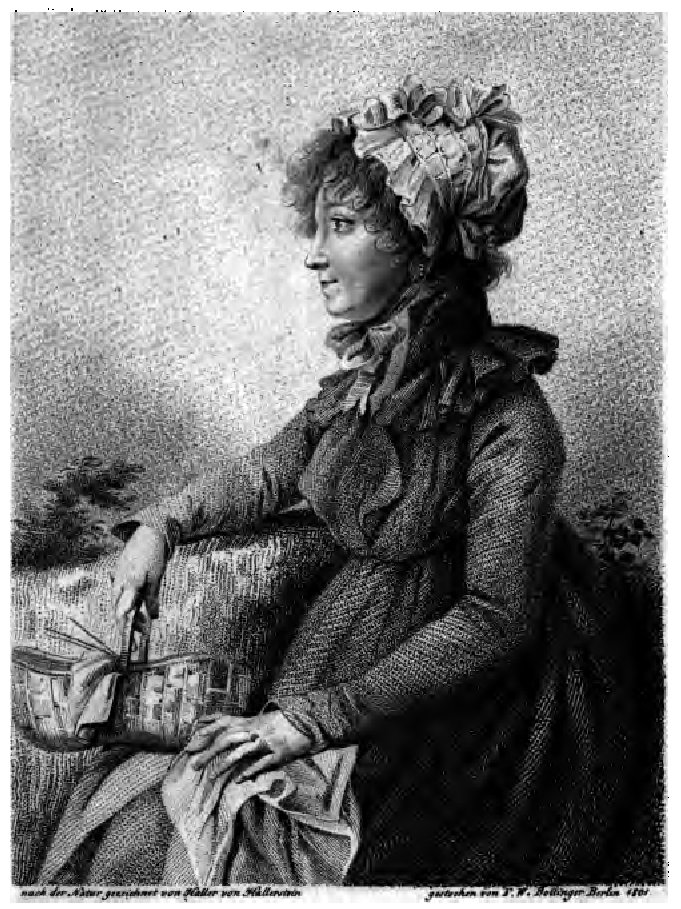
Susanne von Bandemer

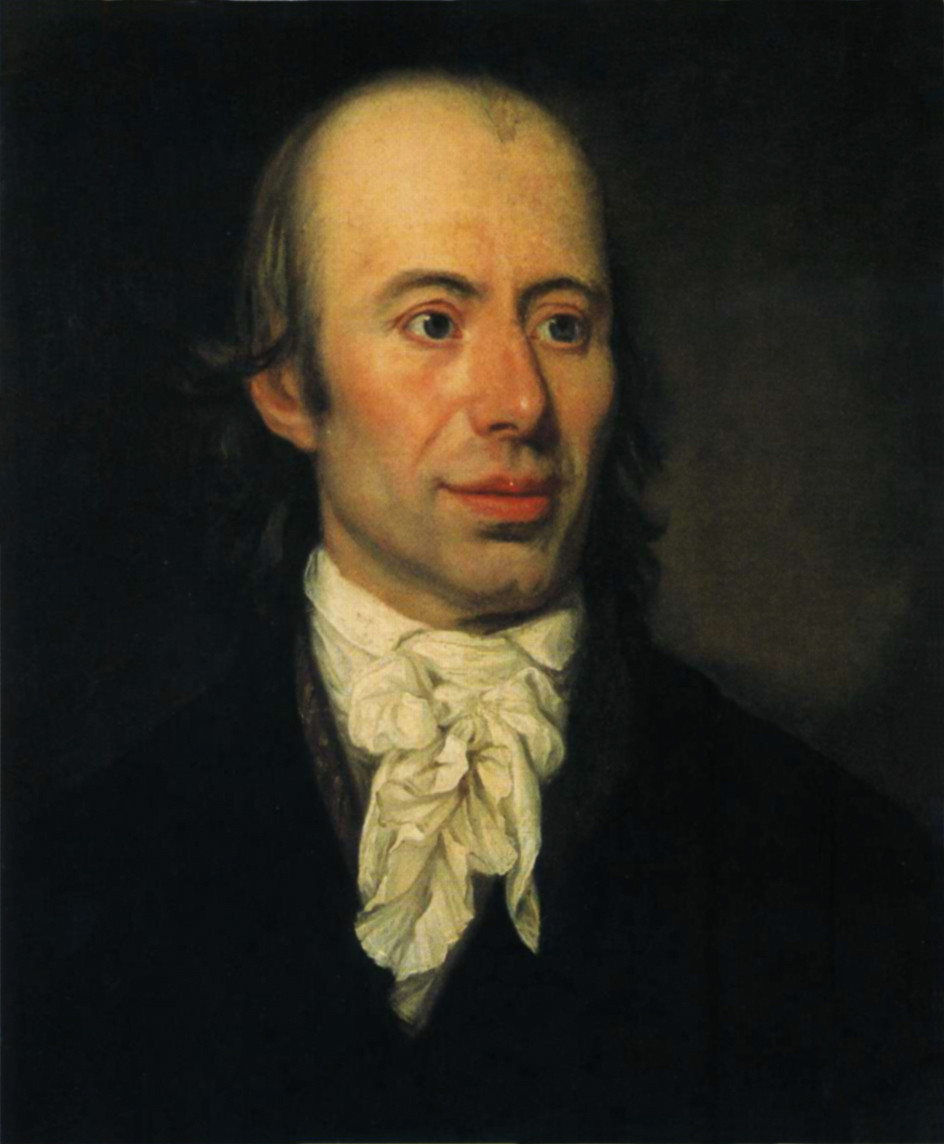
Johann Heinrich Voß, Ölporträt von Georg Friedrich Adolph Schöner, 1797

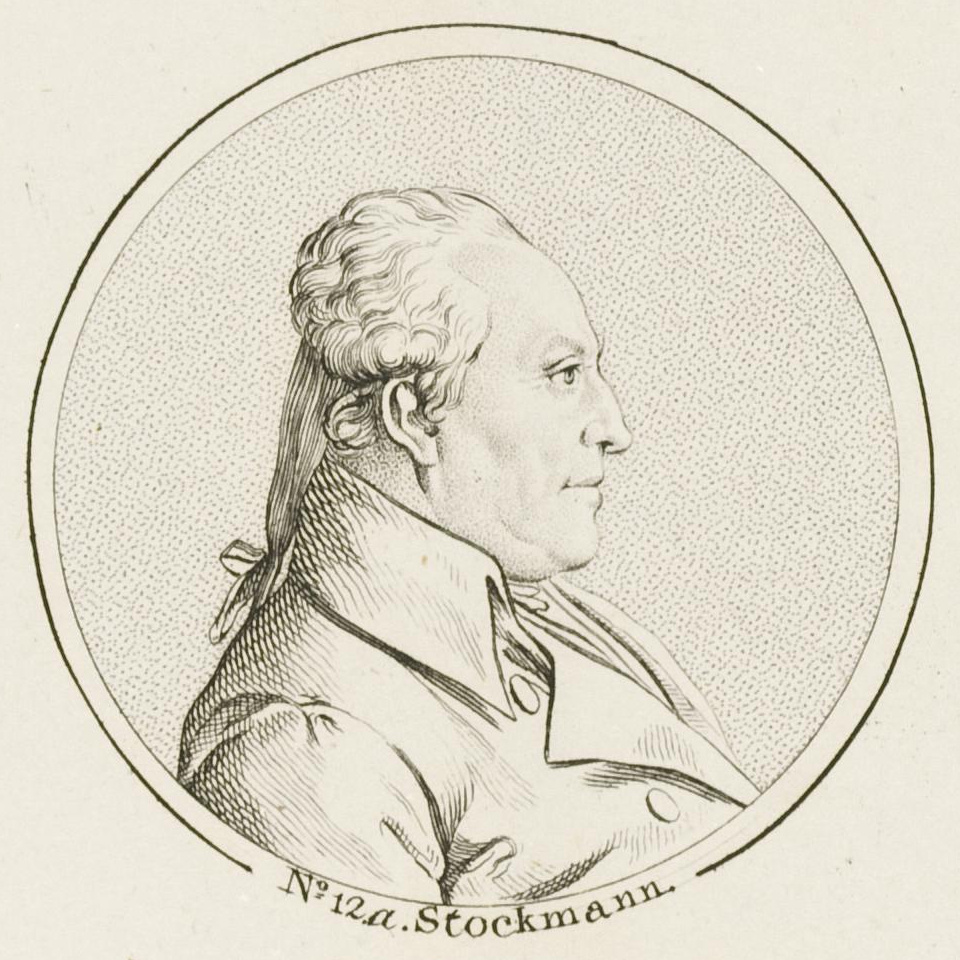
August Cornelius Stockmann

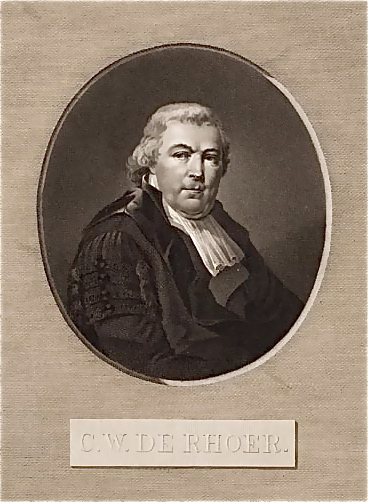
Cornelis Willem de Rhoer

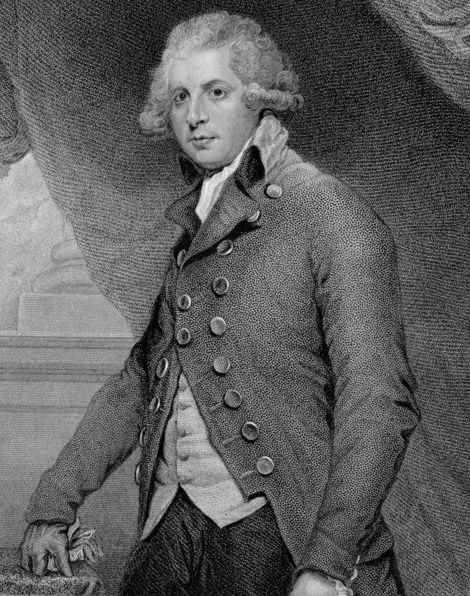
Richard Brinsley Sheridan

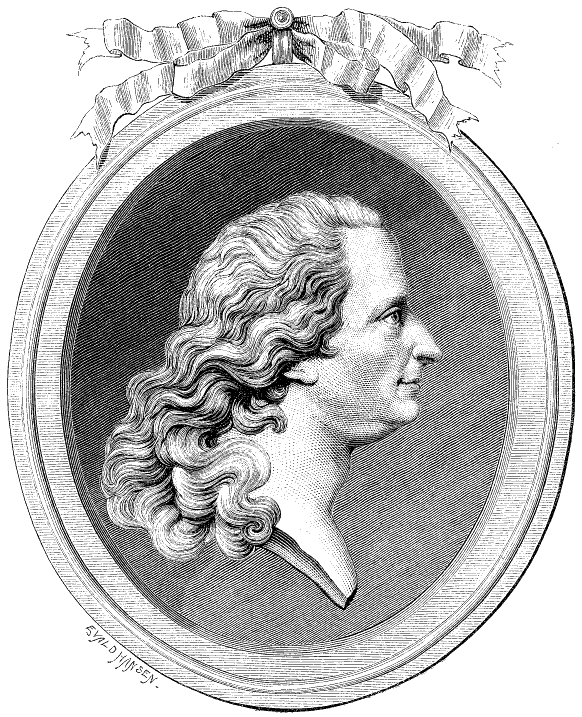
Johan Henrik Kellgren

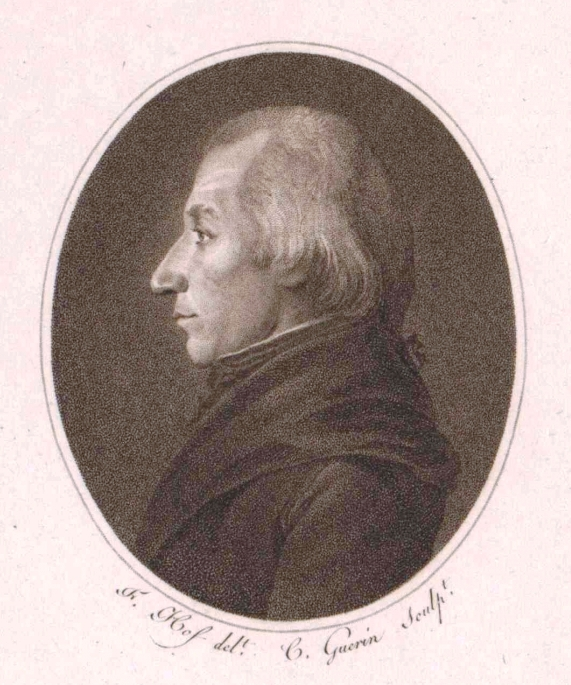
Christian Konrad Wilhelm von Dohm

### Belletristik
- John Cleland – Memoirs of a Coxcomb
- Francis Coventry – The History of Pompey the Little; or, The Life and Adventures of a Lap-Dog
- Henry Fielding – Amelia
- Eliza Haywood – The History of Miss Betsy Thoughtless
- Tobias Smollett – The Adventures of Peregrine Pickle

### Drama
- David Mallet – Alfred (masque)
- Moses Mendes – Robin Hood
  - - The Seasons
- Edward Moore – Gil Blas
- Voltaire – Le Duc d’Alençon ou les Frères ennemis (UA)

### Lyrik
- Johann Jakob Bodmer:
  - Die Sundflutz
  - Noah
- Richard Owen Cambridge – The Scribleriad, in sechs Bänden, veröffentlicht zwischen Januar und März 1751.[3]
- Thomas Cooke – An Ode on the Powers of Poetry, anonym veröffentlicht.[3]
- Nathaniel Cotton – Visions in Verse, anonym veröffentlicht, eine lyrische Version von Gays Fabeln (1727)[3]
- Salomon Gessner – Lied eines Schweizers an sein bewaffnetes Madchen
- Thomas Gray – Elegy Written in a Country Church-Yard, anonym veröffentlicht, damals als literarische Sensation am 15. Februar 1751 von Robert Dodsley in einem Pamphlet veröffentlicht, inklusive eines Vorworts von Horace Walpole (neu aufgelegt in Designes by Mr. R. Bentley) (1753) und in Gray’s Poems (1768);[3] als wichtiges Werk der Graveyard-Poets-Bewegung
- Soame Jenyns – The Modern Fine Lady
- Friedrich Gottlieb Klopstock – Messias – Gesänge I–V
- Mary Leapor – Poems Upon several Occasions, herausgegeben von Samuel Richardson und Isaac Hawkins, posthum veröffentlicht.[3]
- Gotthold Ephraim Lessing – Kleinigkeiten[4]
- Moses Mendes – The Seasons[3]
- Alexander Pope – The Works of Alexander Pope, herausgegeben von William Warburton, posthum veröffentlicht[3]
- Christoph Martin Wieland – Nature of Things, Alexandriner-Verse in sechs Bänden.[5]

### Sachbücher/Wissenschaftspublikationen
- John Arbuthnot – Miscellaneous Works (posthum)
- Ernst Bengel – Abriß der sogenannten Brüdergemeine, in welchem die Lehre und die ganze Sache geprüfet, das Gute und Böse dabey unterschieden ... wird[6]
- Thomas Birch – The life of Mr. Edmund Spenser
- John Gilbert Cooper – Cursory Remarks on Mr. Warburton's New Edition of Mr. Pope's Works
- Henry Fielding – An Enquiry into the Causes of the Late Increase of Robbers
- James Harris – Hermes
- Henry Home Kames – Essays on the Principles of Morality and Natural Religion
- David Hume – An Enquiry Concerning the Principles of Morals
- Pierre-Thomas-Nicolas Hurtaut – L'Art de péter
- John Jortin – Remarks on Ecclesiastical History
- Jean-Baptiste de Mirabaud – De l’âme et de son immortalité. (Volltext Teil 2)[7][8][9]
- Louis-Charles Fougeret de Monbron – La Fille de joie, französische Übersetzung von John Clelands Fanny Hill
- Alexander Pope – The Works of Alexander Pope (ed. William Warburton)
- Madeleine de Puisieux – Le Triomphe des dames
- Catharine Trotter Cockburn – The Works of Mrs. Catharine Cockburn
- Voltaire – le Siècle de Louis XIV
- John Wesley – Serious Thoughts upon the Perseverance of Saints
- Benjamin Whichcote – Works

## Geboren
- 23. Januar: Jakob Michael Reinhold Lenz, deutscher Schriftsteller des Sturm und Drang († 1792)
- 28. Januar: Heinrich Würzer, deutscher politischer Publizist („deutscher Jakobiner“) († 1835)
- 31. Januar: Priscilla Wakefield, englische Philanthropin, Quäkerin, Schriftstellerin und Feministin († 1832)
- 15. Februar: Johann Georg Friedrich Jacobi, deutscher Kaufmann, Verleger, Oberleutnant und Zollbeamter († 1824)
- 20. Februar: Johann Heinrich Voß, deutscher Dichter und bedeutender Übersetzer der Epen Ilias und der Odyssee Homers sowie der griechischen und römischen Klassiker († 1826)
- 02. März: Susanne von Bandemer, deutsche Schriftstellerin († 1828)
- 14. Mai: August Cornelius Stockmann, deutscher Jurist und Dichter, Professor an der Universität Leipzig und kaiserlicher Hofpfalzrat († 1821)
- 21. Juni: Julie von Bechtolsheim, deutsche Dichterin und Freundin von Johann Wolfgang von Goethe und Christoph Martin Wieland († 1847)
- 02. August: Lorenz Hübner, deutscher katholischer Aufklärer, Publizist und Übersetzer († 1807)
- 26. September: Cornelis Willem de Rhoer, niederländischer Historiker, Rhetoriker, Philologe und Rechtswissenschaftler († 1821)
- 09. Oktober: Pierre-Louis de Lacretelle, französischer Politiker und Schriftsteller († 1824)
- 30. Oktober: Richard Brinsley Sheridan, irischer Dramatiker und Politiker († 1816)
- 02. November: Théodore-Pierre Bertin, französischer Übersetzer und Stenograph († 1819)
- 01. Dezember: Johan Henrik Kellgren, schwedischer Dichter und Literat sowie führender Vertreter der schwedischen Aufklärung († 1795)
- 11. Dezember: Christian Konrad Wilhelm von Dohm, deutscher Jurist, preußischer Diplomat und politischer und historischer Schriftsteller. Als Autor der fortschrittlichen Schrift Über die bürgerliche Verbesserung der Juden von 1781 trat er im Sinne der Aufklärung für die europaweite Jüdische Emanzipation ein.
- 22. Dezember: August von Rode, deutscher Schriftsteller, Beamter und Politiker († 1837)
- ohne Datum: Luciano Comella, spanischer Dramatiker († 1812)
- angenommen: Mary Scott, englische Dichterin († 1793)

## Gestorben
- 21. März: Johann Heinrich Zedler, schlesischer Buchhändler und Verleger in Leipzig (* 1706)
- 07. April: Karl Otto Rechenberg, deutscher Rechtswissenschaftler, Dichter und Historiker (* 1689)
- 27. April: Johann Wilhelm von Berger, deutscher Philosoph, Rhetoriker und Historiker (* 1672)
- 24. Mai: William Hamilton, schottischer Dichter (* 1665)
- 25. Oktober: Namiki Sōsuke, japanischer Schriftsteller (* 1695)
- 26. Oktober: Philip Doddridge, englischer Pädagoge, Aktivist und Verfasser von Hymnen.[10] (* 1702)
- 29. Oktober: Bartholomew Green, Drucker aus Boston (* 1701)
- 11. November: Julien Offray de La Mettrie, französischer Arzt, Schriftsteller, Pamphletist und radikalaufklärerischer philosophe des Lumières (* 1709)
- 12. Dezember: Henry St. John, 1. Viscount Bolingbroke, englischer Philosoph (* 1678)
- ohne Datum: Christian Ehrenfried Charisius von Olthoff, schwedischer Regierungsbeamter, Diplomat, Postdirektor und Theaterschriftsteller (* 1691)